# نيلسون سبنسر
نيلسون سبنسر هو سياسي كندي، ولد في 7 ديسمبر 1876 في كندا، وتوفي في 30 سبتمبر 1943 في فانكوفر في كندا. حزبياً، نشط في الرابطة التقدمية المحافظة في ألبرتا ‏. وقد انتخب عضو الجمعية التشريعية ألبرتا.